# Eugène-Louis Lequesne
Pour les articles homonymes, voir Lequesne.
 (mai 2015).
Si vous disposez d'ouvrages ou d'articles de référence ou si vous connaissez des sites web de qualité traitant du thème abordé ici, merci de compléter l'article en donnant les références utiles à sa vérifiabilité et en les liant à la section « Notes et références ».
Eugène-Louis Lequesne, ou le Quesne, est un sculpteur français né le 15 février 1815 à Paris où il est mort le 3 juin 1887.

## Biographie

### Famille
Eugène-Louis Lequesne naît sur l'ancien 9e arrondissement de Paris le 15 février 1815. Son père possède un immeuble d'angle rue Villehardouin, dans le actuel 3e arrondissement, qu'il tient de son aïeul M. Garand, directeur général des subsistances militaires, où aurait jadis habité Crébillon père.
Il épouse la fille de l'industriel et littérateur Hippolyte Guérin de Litteau.

### Formation
Après une formation juridique couronnée par un diplôme d’avocat, Eugène-Louis Lequesne est admis en 1841 à l’École des beaux-arts de Paris dans l’atelier de James Pradier et expose au Salon dès l’année suivante. Ses études sont qualifiées de « brillantes » dans la notice qui lui est consacrée dans le Dictionnaire Bénézit. En 1843, il obtient le deuxième prix de Rome, et en 1844 le premier prix, avec un bas-relief intitulé Pyrrhus tuant Priam, dont le plâtre est conservé à l’École des beaux-arts de Paris.
Il devient pensionnaire de l’Académie de France à Rome à la villa Médicis de 1844 à 1849, et y côtoie cette dernière année Charles Garnier, grand prix d’architecture de 1848. Durant son séjour à Rome, il sculpte une copie du Faune Barberini qui, expédiée en France en 1846, est conservée à l’École des beaux-arts de Paris.

### Un sculpteur reconnu
En 1851, Lequesne obtient une médaille de 1re classe au Salon pour son Faune dansant, dont la version en bronze de 2 m de haut destinée au jardin du Luxembourg est exposée l’année suivante. Il se voit décerner le grand prix de sculpture à l’Exposition universelle de 1855, ainsi que la croix de chevalier de la Légion d'honneur.
Il devient alors un artiste reconnu du Second Empire, comme son maître James Pradier, disparu en 1852, l’a été pour la monarchie de Juillet.
Il meurt à son domicile au 57, boulevard Haussmann, le 3 juin 1887. Il repose au cimetière du Père-Lachaise (95e division).

### Des liens privilégiés avec Pradier
Lorsqu’il fut question d’ériger le tombeau du maître James Pradier dans la 24e division du cimetière du Père-Lachaise à Paris, des conflits surgirent entre ses anciens élèves. « Antoine Étex, qui se flattait d’être son plus ancien élève soumit un projet, mais Eugène Louis Lequesne, en meilleurs termes avec la famille, l’évinça et réalisa le buste en bronze… »
Le lien privilégié entre Lequesne et Pradier fut également souligné par Maxime du Camp, dans son Salon de 1857 : « animé par une pieuse pensée, M. Lequesne, un des plus sérieux élèves de Pradier, a exécuté en marbre un soldat mourant dont le maître avait laissé l’esquisse. Cette bonne intention trouve sa récompense dans le mérite de l’œuvre qui est belle à tous égards […] M. Lequesne s’inspirant de la maquette inachevée de Pradier, est arrivé à faire une académie originale et d’une anatomie bien observée… La main de l’élève a fait son office; elle a su […] donner à cette figure un aspect grandiose que le maître ne désavouerait pas […] Pradier […] avait composé en demi-nature un magnifique groupe représentant Ulysse portant le corps d’Achille ; nous l’avons vu souvent dans son atelier : c’est un chef-d’œuvre. Est ce que M. Lequesne, qui a gardé religieusement le souvenir de son maître, ne pourrait point exécuter ce groupe en lui donnant les proportions que Pradier avait rêvées pour lui ? »
On sait en outre, grâce aux fiches[réf. nécessaire] accessibles sur les sites du ministère de la Culture, qu’un certain nombre de dessins de Pradier ont été donnés par Lequesne au musée du Louvre, au titre de la liquidation de la succession du maître.

### Le joueur d'échecs
S’il n’est pas fréquent de voir un jeune avocat renoncer à une carrière juridique pour se lancer dans la statuaire avec des débuts aussi brillants, il faut aussi mentionner une autre facette de ses talents : Lequesne était un bon joueur d’échecs. Ainsi lorsqu’en 1858-1859 le champion américain Paul Morphy entreprit une tournée européenne, il  s'opposa simultanément à huit champions français dans une partie « à l’aveugle » qui dura dix heures au café de la Régence à Paris. Au nombre de ces huit Français figurait Eugène-Louis Lequesne, qui devint son ami et lui rendit hommage en sculptant son buste en marbre. Ce buste fut exposé au Salon de 1859.
Cette sculpture fut ensuite placée, couronnée de lauriers, à côté de ceux d’autres champions fameux, Labourdonnais et Philidor, au club d’échecs à l’étage du café de la régence. Lequesne offrit au champion un second exemplaire de marbre de plus petit format. Par ailleurs, des répliques de bronze aux trois cinquièmes en furent éditées et commercialisées.
Charles Lefeuve indique à propos de l'immeuble Lequesne : « M. Lequesne, sculpteur distingué et joueur d'échecs dont les parties se notent, est le fils du propriétaire. » .

## Œuvres
Lequesne a été appelé à collaborer à la décoration de divers projets architecturaux et espaces publics en France.

### Statue de laVierge à l'Enfantde la basilique Notre-Dame de la Garde de Marseille
Parmi les œuvres de Lequesne les plus connues du grand public figure au premier rang la statue monumentale de la Vierge à l'Enfant — dite La Bonne Mère — qui surplombe à Marseille le campanile de la basilique Notre-Dame-de-la-Garde, dont la première pierre fut posée en septembre 1853 et dont la consécration eut lieu le 5 juin 1864, le chantier se poursuivant jusqu’en 1870. Le projet de Lequesne l’emporta sur ceux de ses confrères Aimé Millet et Charles Gumery. Un escalier à vis est aménagé dans la structure interne de la statue d’où on découvre la Méditerranée par l’ouverture des yeux. La statue est installée en 1870.
Selon la plupart des sources disponibles[réf. nécessaire], la statue monumentale de cuivre, haute de plus de 9 m, fut réalisée avec la technique de la galvanoplastie en 4 mois, permettant un dépôt de cuivre de 4 mm d'épaisseur sur les moules. La statue a été ensuite dorée à la feuille d'or
 par les ateliers Christofle de Paris. Elle pèse 4 500 kg et est datée de 1867. Le visage de la Vierge à lui seul mesurerait 1,25 m et celui de l’enfant Jésus 80 cm, dont le tour de poignet serait de 1,10 m.

### Les deuxPégasede l'opéra Garnier
Eugène-Louis Lequesne est l'auteur des deux groupes monumentaux en bronze de La Renommée retenant Pégase qui ornent, en arrière de terrasse de la façade sud, la toiture en pignon de la scène du palais Garnier à Paris, de part et d’autre du groupe central d’Aimé Millet. Le musée d’Orsay conserve les maquettes en plâtre de Lequesne. L’architecte Charles Garnier, que Lequesne avait côtoyé en 1849 à la villa Médicis à Rome, fit appel, pour la décoration de son chef-d’œuvre, aux meilleurs sculpteurs de l’époque, et notamment aux lauréats du prix de Rome. Les groupes en galvanoplastie, haut de 5 m, exécutés en 1867-1868, ont été restaurés en 1985 par l’Institut de formation des restaurateurs d’œuvres d’art.

### Le Faune dansantdu jardin du Luxembourg
La version en bronze fondue par la fonderie Eck et Durand, exposée au Salon de 1852, mesurant 2 m de haut, orne le jardin du Luxembourg à Paris. Durant son séjour à Rome, Lequesne avait eu l’occasion de copier diverses œuvres antiques, dont le Faune Barberini. Le Faune dansant du jardin du Luxembourg s’inspire à l’origine du Faune dansant de Pompéi, conservé au musée archéologique national de Naples, mais n’en est pas moins dépourvu d’originalité, ce qui explique le bon accueil au Salon de 1851 et la médaille de 1re classe obtenue par son créateur.

### Statues deLa Foi,La CharitéetL'Espérancede l'église de la Trinité de Paris
Située dans le square d'Estienne-d'Orves, ces trois statues dominent la balustrade située entre les trois fontaines en contrebas et le porche principal de l’église de la Sainte-Trinité, édifiée à Paris entre 1861 et 1867. Commencées par Francisque Duret (1804-1865), ces œuvres furent achevées par Lequesne après la mort de leur créateur.

Œuvres d'Eugène-Louis Lequesne
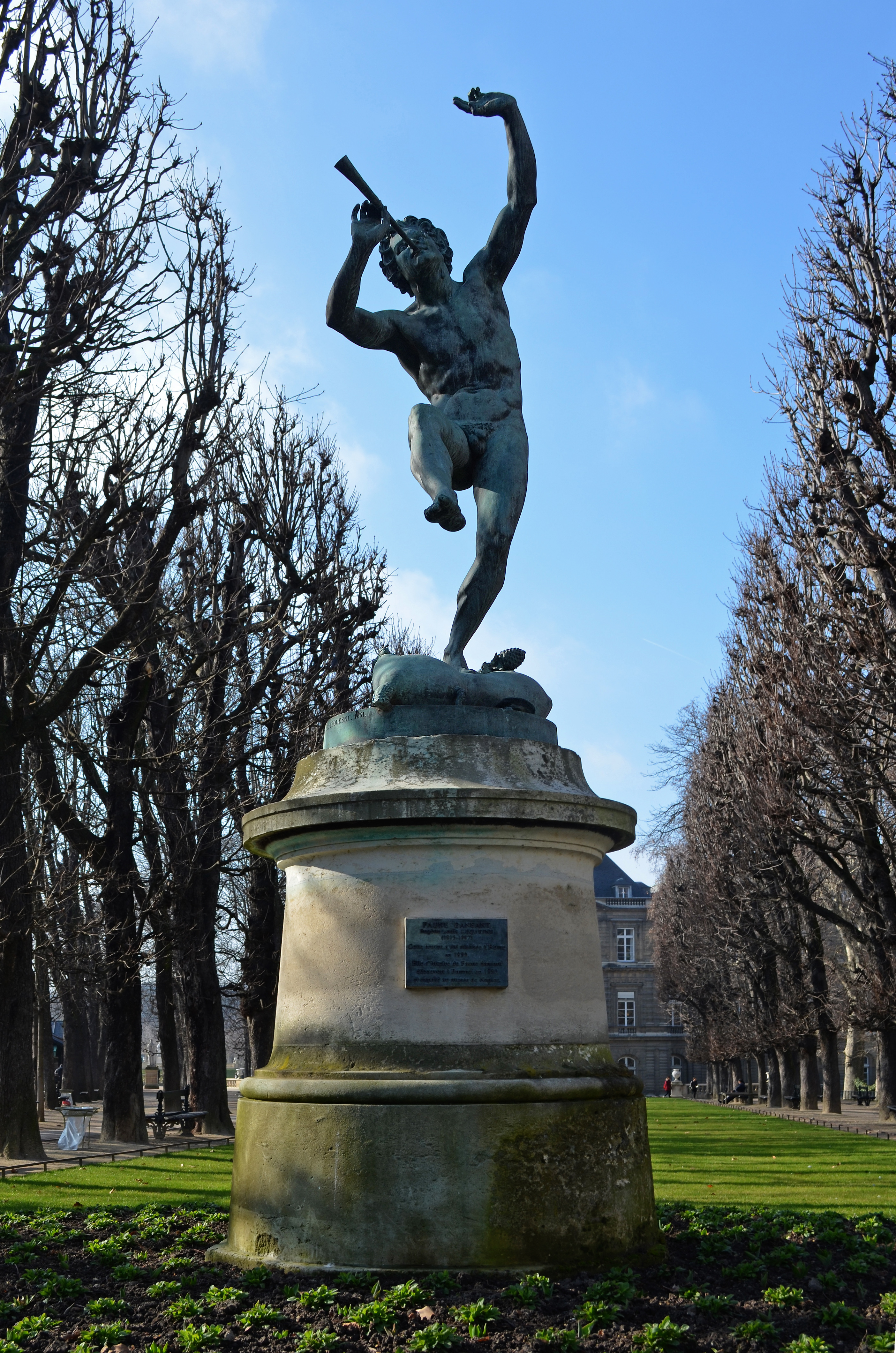
Le Faune dansant (1850), Paris, jardin du Luxembourg.
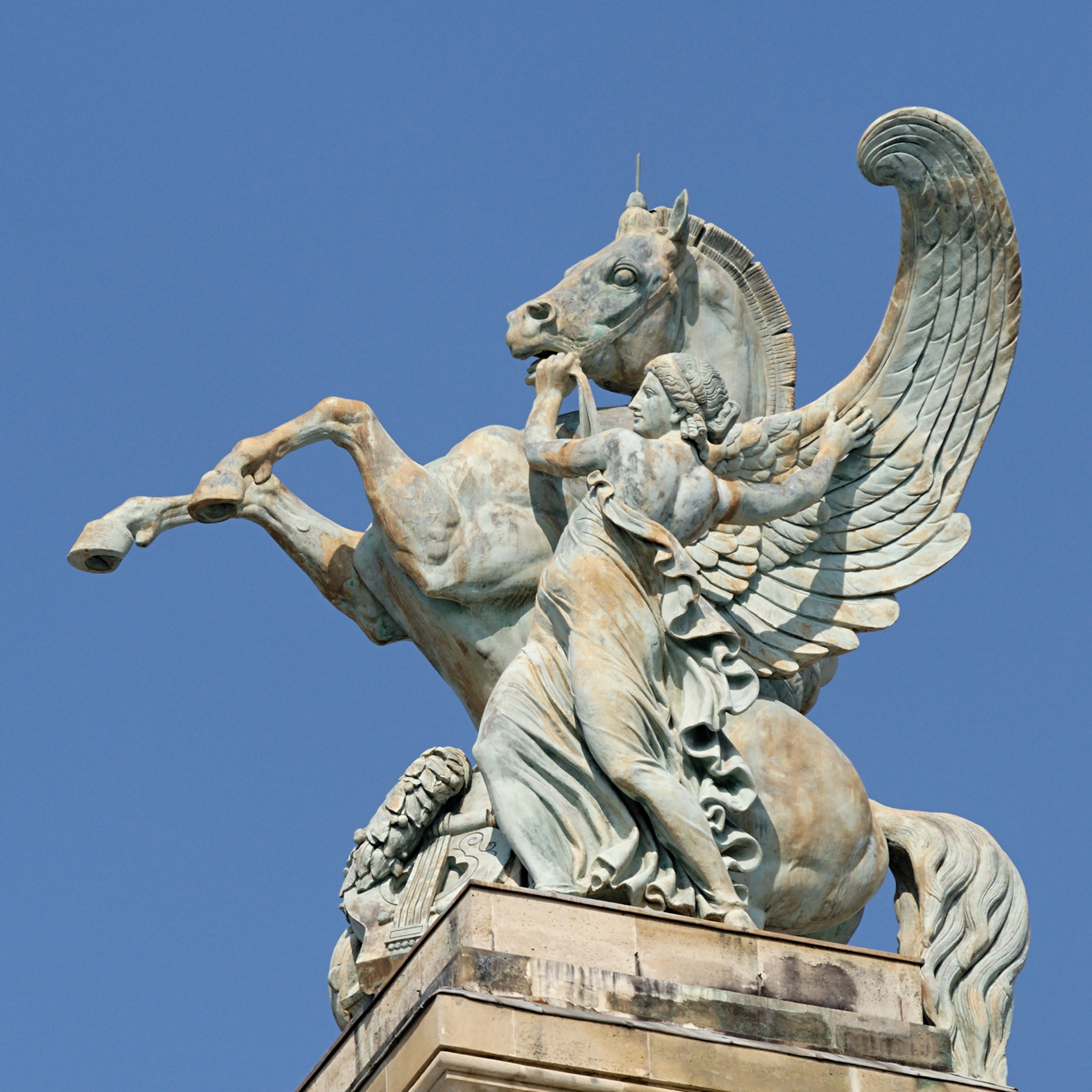
La Renommée retenant Pégase (1868), Paris, opéra Garnier.
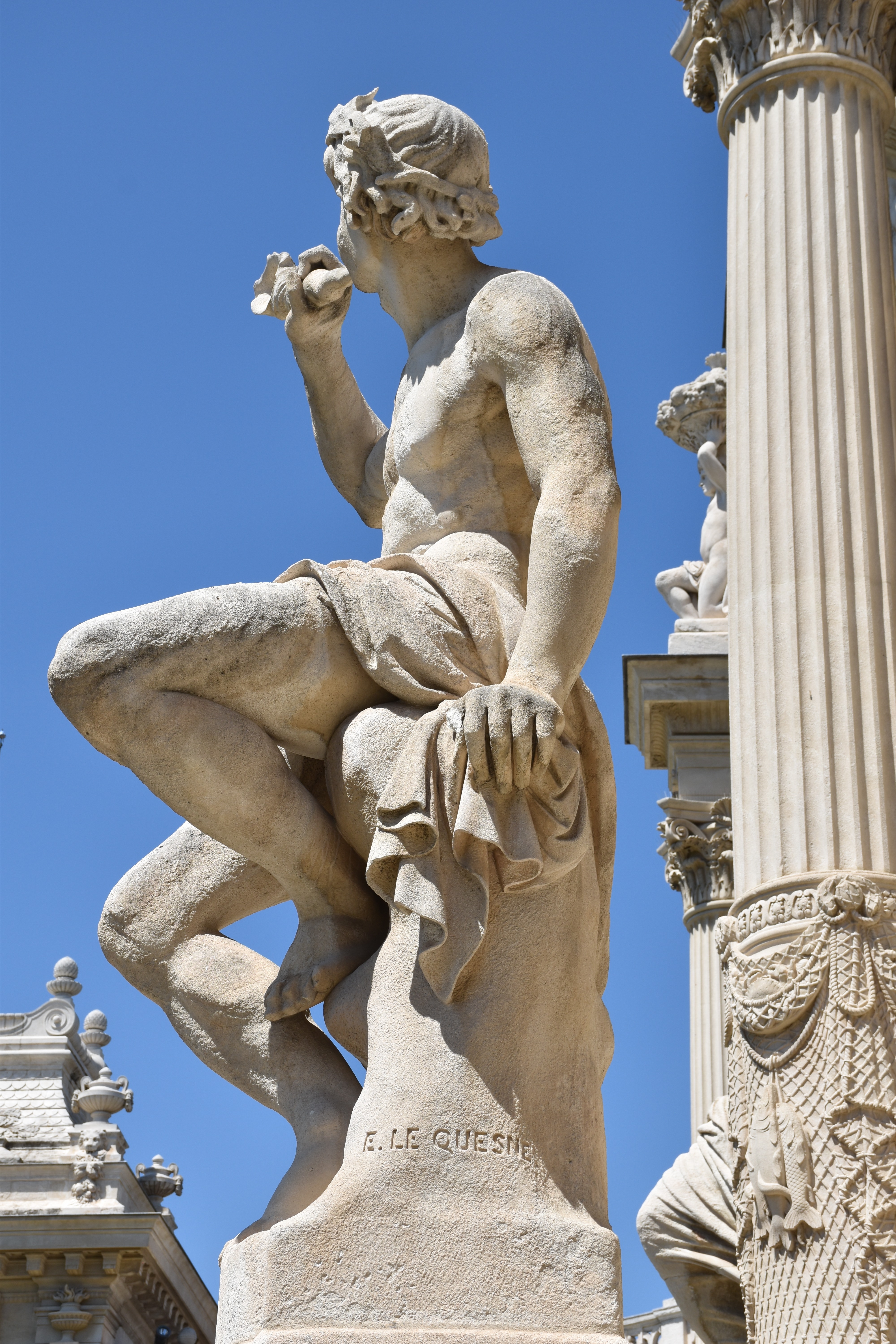
Triton assis sonnant de la conque (1869), Marseille, palais Longchamp.
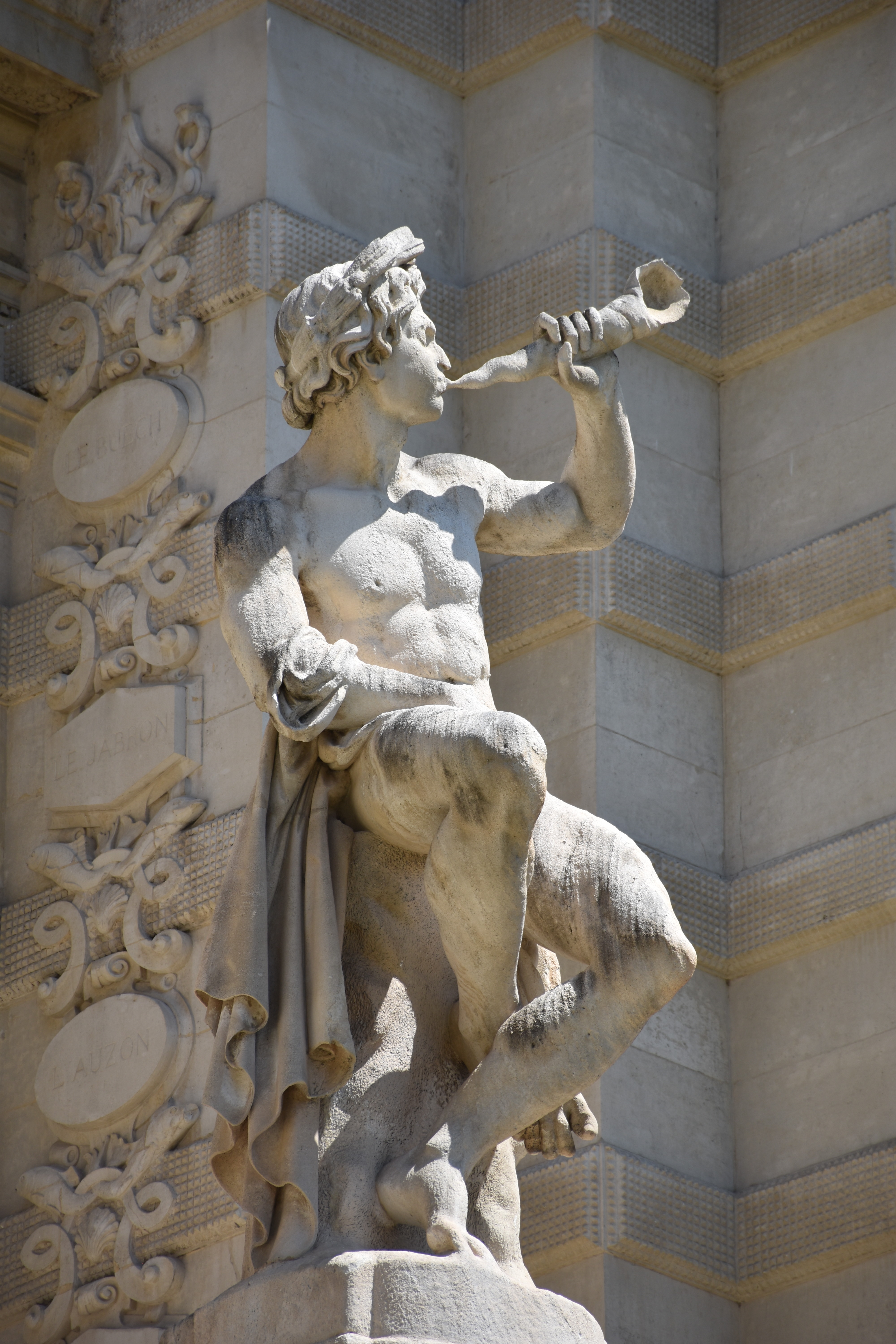
Triton assis sonnant de la conque (1869), Marseille, palais Longchamp.
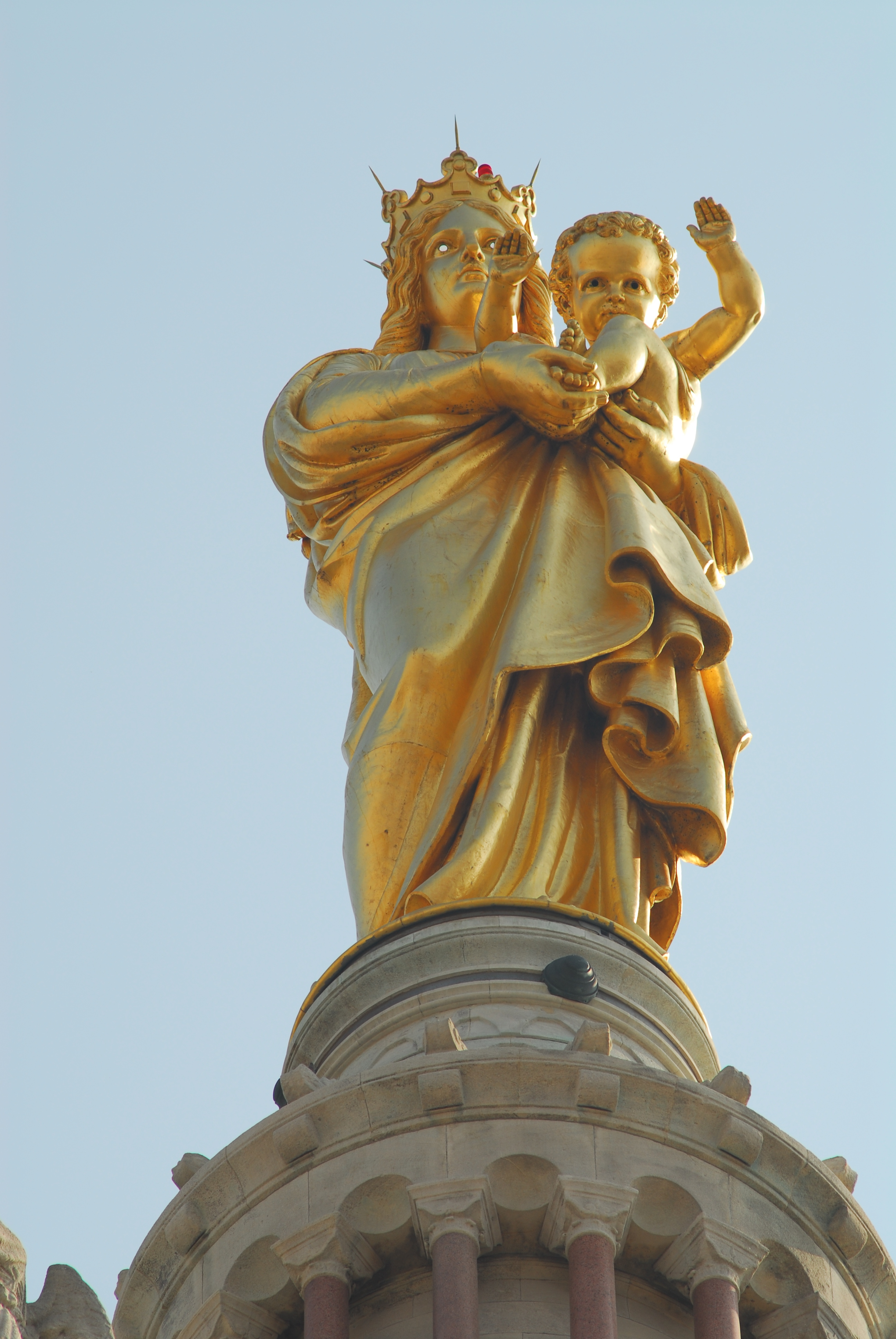
La Bonne Mère (1870), Marseille, basilique Notre-Dame-de-la-Garde.

- Amiens, musée de Picardie :
  - Thuillier Constant et Du Cange, deux médaillons ornant la façade ;
  - L’Industrie et La Sculpture, deux cariatides ornant la façade ;
  - Griffon antique monumental ornant le grand escalier, que mentionne Louis Auvray dans son Salon de 1863[10].
  - Victoire, sculpture ornant le plafond du salon du dôme[11] ;
- Angoulême : Monument à Eusèbe Castaigne, bibliothécaire et érudit charentais, élevé par souscription de la société charentaise archéologique et historique, et inauguré le 15 juin 1870.
- Beaufort-en-Vallée, musée Joseph-Denais : Masque d’Homère[12].
- Bordeaux, musée des Beaux-Arts : Faune dansant[12].
- Cambrai, musée de Cambrai : Prêtresse de Bacchus[12].
- Chartres, musée des Beaux-Arts : À quoi rêvent les jeunes filles et Vercingétorix vaincu défiant les soldats romains[12].
- Chaulnes, Monument à Lhomond, grammairien et latiniste originaire de cette commune de la Somme, monument a été érigé en 1860 par souscription publique[13].
- Cognac : Monument à Émile Albert, avocat, bibliothécaire et érudit charentais.
- La Flèche, cimetière Saint Thomas : il a sculpté en pierre l'allégorie de la ville, sur le mausolée dédié à l'ancien maire François-Théodore Latouche, élevé en 1862 par souscription publique.
- Lille, palais des Beaux-Arts : Camulogène, 1872, statue en plâtre, 178 × 97 × 115 cm[12].
- Marseille, hôtel de préfecture des Bouches-du-Rhône : sculptures pour la façade (1867), en collaboration avec plusieurs prix de Rome, comme Charles Gumery et Eugène Guillaume.
- Paris :
  - basilique Sainte-Clotilde : Saint Cloud, statue[12]. Le chemin de croix de Pradier terminé en collaboration avec Eugène Guillaume.
  - cimetière du Père-Lachaise, 24 : James Pradier, buste en marbre.
  - Cirque d'Hiver : si l’on crédite James Pradier de la grande frise circulaire sous les croisées, il apparaît qu’y ont collaboré plusieurs de ses élèves, Duret, François-Joseph Bosio, Eugène Guillaume, Lequesne, Honoré Jean Aristide Husson et Antoine Laurent Dantan, qui y travaillèrent en s’inspirant des reliefs du Cirque d'été[14].
  - Comédie-Française : frise ornant la monumentale cheminée de marbre sur laquelle repose, dans le foyer Pierre Dux, le Buste de Molière de Jean-Antoine Houdon. Lequesne a représenté seize personnages des œuvres de Molière assistant au couronnement de son buste, au nombre desquels figurent M. Jourdain, Scapin, Alceste, Mercure, Diafoirus, etc.
  - église Saint-Paul-Saint-Louis : Saint Louis, statue[12].
  - faculté de médecine : Buste de Laënnec[12].
  - gare du Nord : La Ville d’Amiens et La Ville de Rouen, statues.
  - musée du Louvre :
    - deux Parque, vers 1860, bronze ;
    - Sapho et Phaon, 1851, bronze, fonte Eugène Gonon[15].

  - palais de justice, façade nord correspondant aux locaux de la Cour de cassation : La Force, La Justice, L’Innocence et Le Crime, statues cariatides.
  - palais du Louvre : les cariatides et statues des pavillons Moellien et Denon et, dans la cour Napoléon, la statue de Philippe de Commynes[16].
- Quimper, place Saint-Corentin : Monument à Laennec, élevé par souscription des médecins bretons, français et étrangers au célèbre médecin, inventeur de l’auscultation, né dans cette ville le 17 février 1781 et mort non loin de là à Ploaré en 1826. La statue, datée de 1867, et portant la marque des fondeurs Boyer et Rolland, a été inaugurée en mai 1868 sur l’esplanade entre la mairie et la cathédrale[17]. Sa composition est proche de celle du Monument à Jean-Jacques Rousseau de James Pradier, érigé à Genève.
- Roanne, musée des Beaux-Arts et d'Archéologie Joseph-Déchelette : Thuillier[12].
- Rosny-sur-Seine, parc du château : Satyre, bronze.
- Versailles, musée de l'Histoire de France : Le Maréchal Leroy de Saint-Arnaud[12].
- Localisation inconnue : Statue de Napoléon III[12].

Œuvres d'Eugène-Louis Lequesne
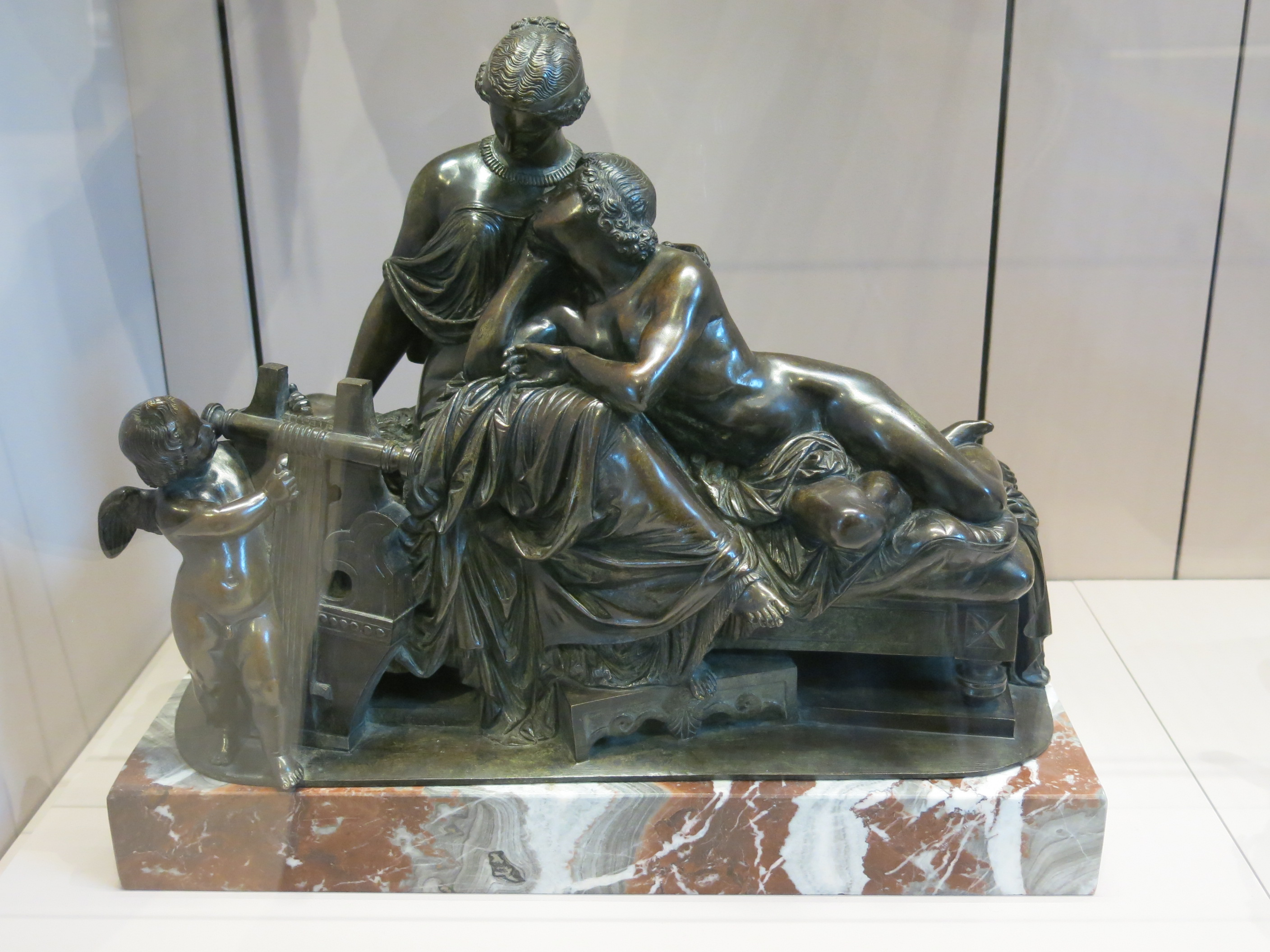
Sapho et Phaon (1851), Paris, musée du Louvre.
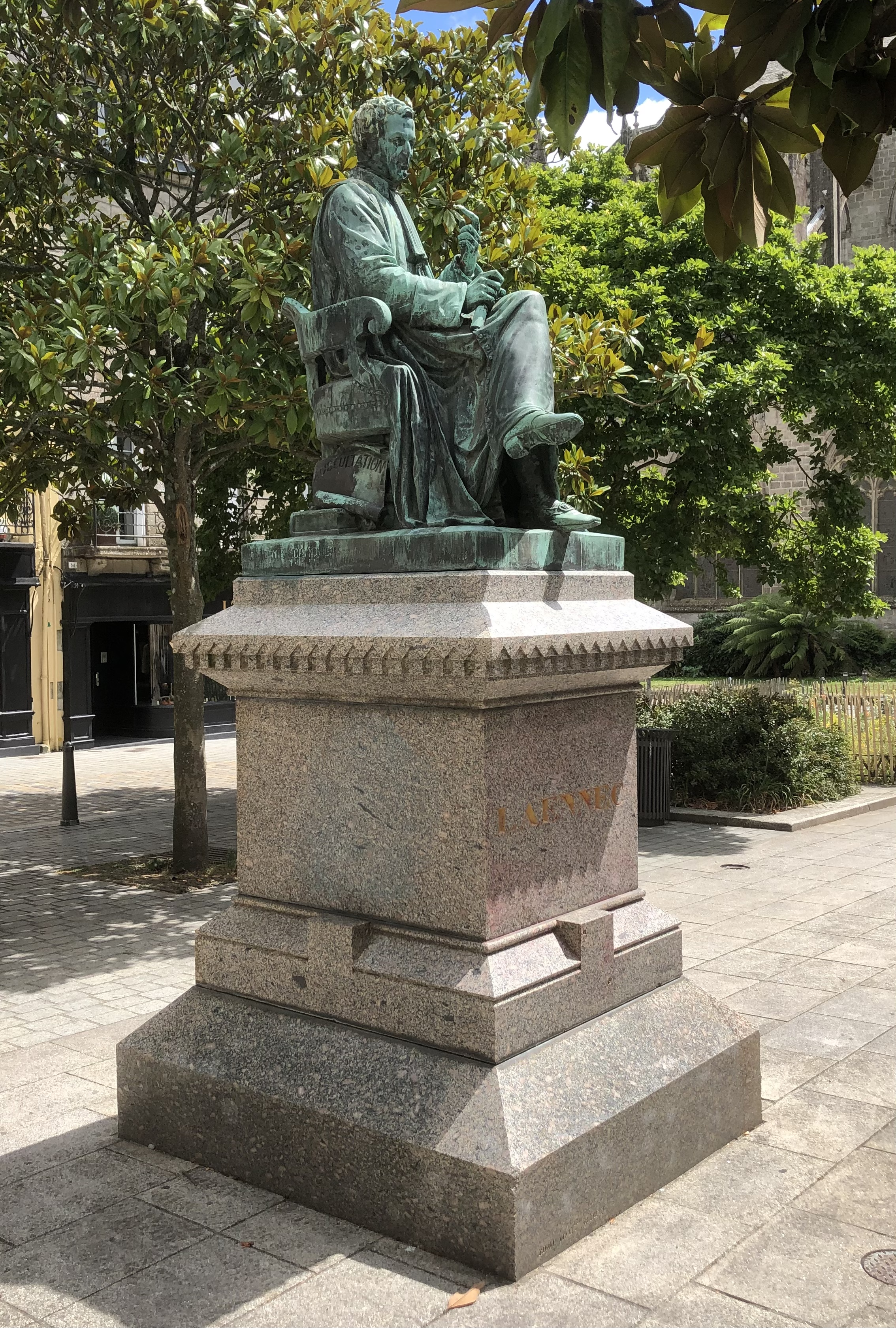
Monument à Laennec (1868), Quimper, place Saint-Corentin.
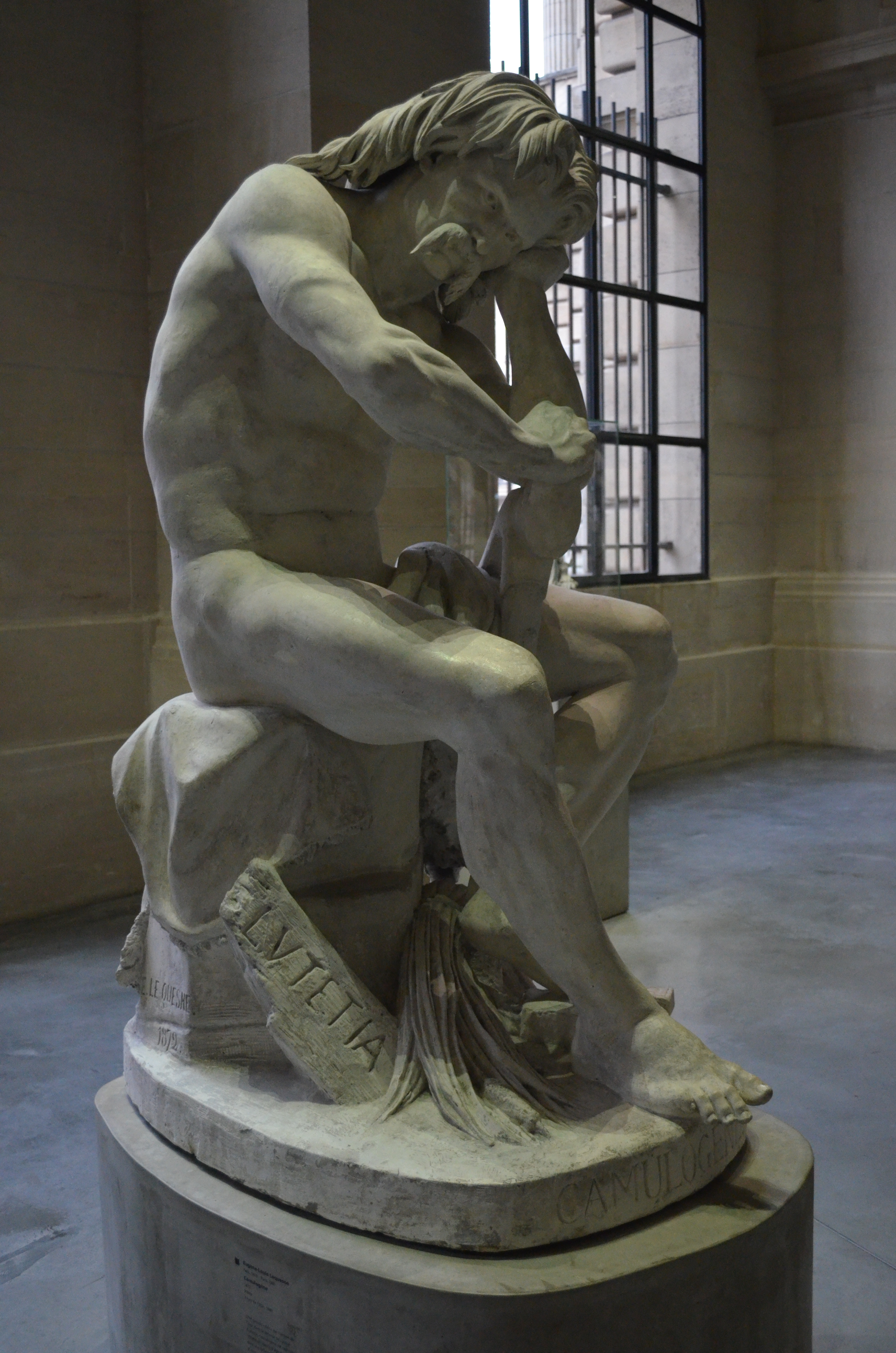
Camulogène (1872), palais des Beaux-Arts de Lille.
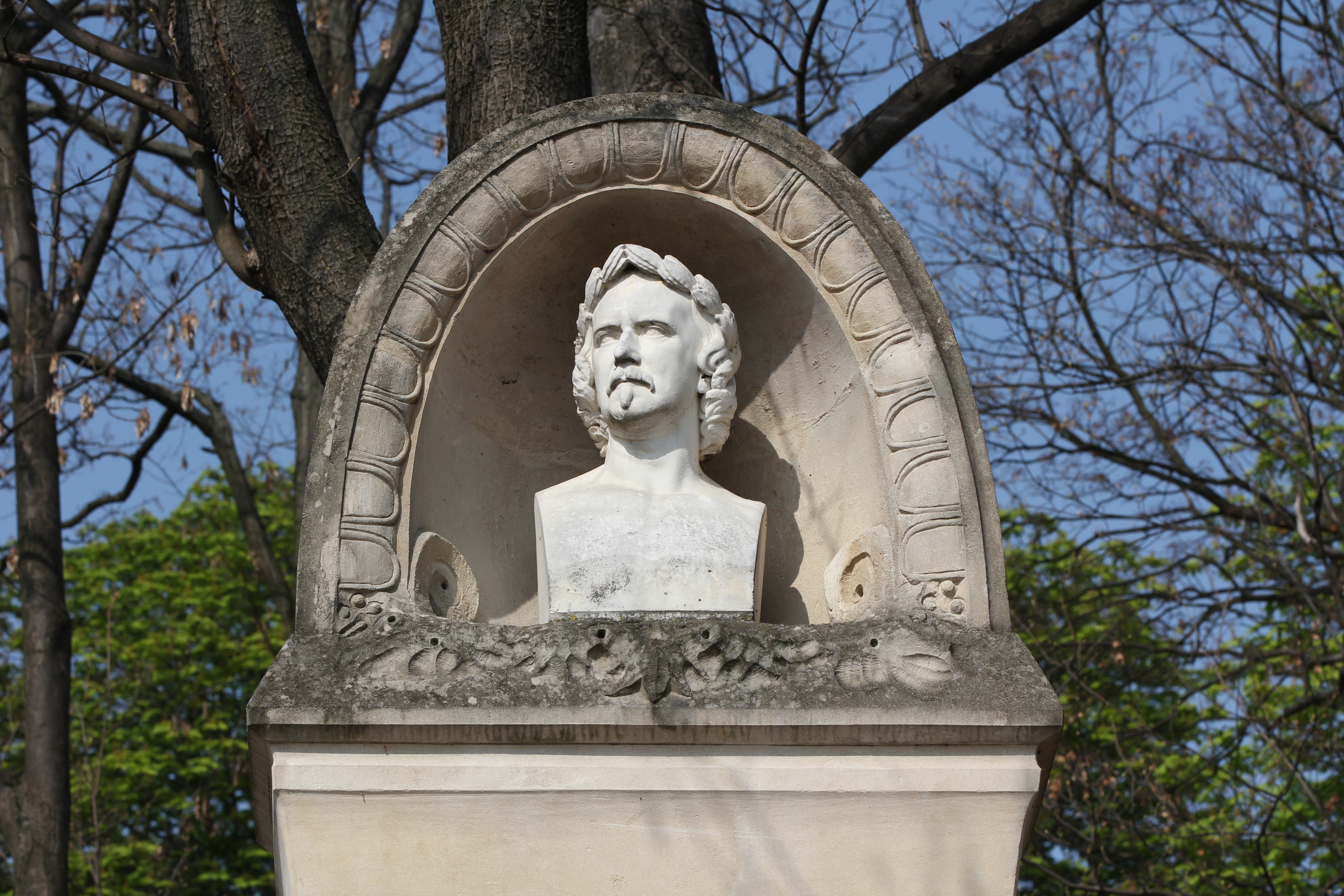
James Pradier, Paris, cimetière du Père-Lachaise.

### Œuvres d'édition

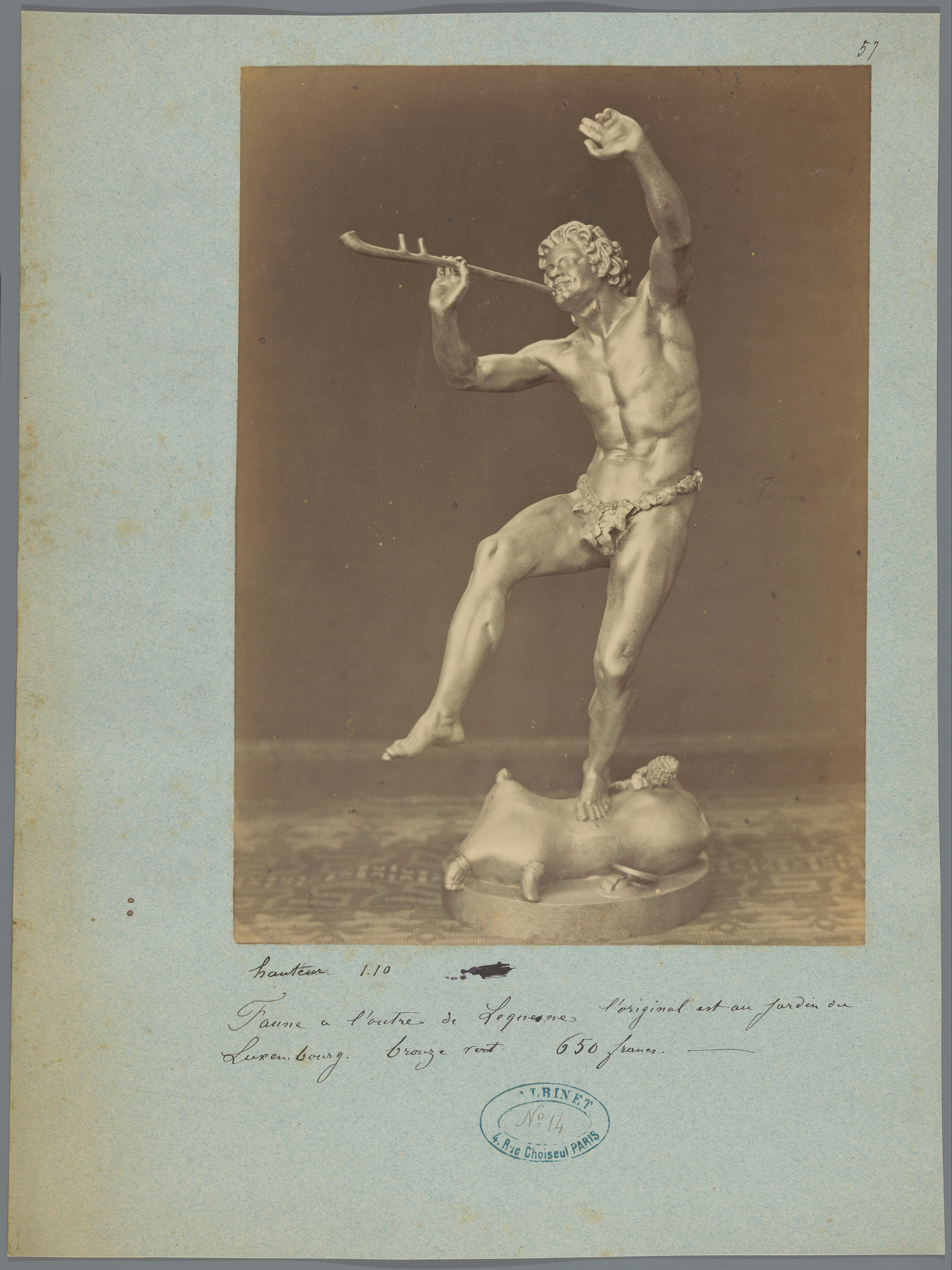
D'après Eugène-Louis Lequesne, Faune dansant, bronze, édition Gautier et Albinet.

Comme pour de nombreux sculpteurs de l’époque, plusieurs œuvres ont fait l’objet d'éditions de réductions en bronze ou en fonte de fer.
Une des plus répandues est celle du Faune dansant du jardin du Luxembourg à Paris, qui représente une créature jeune et imberbe, dansant sur une outre de vin, sur laquelle s’appuie son pied gauche et soufflant dans une flûte à un seul tube, qu’il tient de sa main droite, alors que sa jambe droite et son bras gauche sont levés.
Il existe une variante du Faune dansant attribuée à Lequesne, représentant un sujet nettement plus âgé et barbu levant également la jambe droite, mais soufflant dans une flûte double qu’il tient à deux mains. L’outre de bronze fait défaut. Il correspond sans doute à l’esquisse exposée au Salon de 1887[réf. nécessaire], qui fut le dernier auquel il participa.
Deux statuettes, Les Mathématiques et La Fortune et le succès, mesurant 160 × 50 cm, ont été éditées par la fonderie Durenne à Paris.
Dans un format monumental, il existe des modèles d’un cheval anglo-arabe, fondu en bronze en 1861 par Jean-Jacques Ducel (longueur : 250 cm, au garrot : 148 cm, hauteur totale : 190 cm) et fonte en fer en 1867 (200 × 198 × 83 cm).

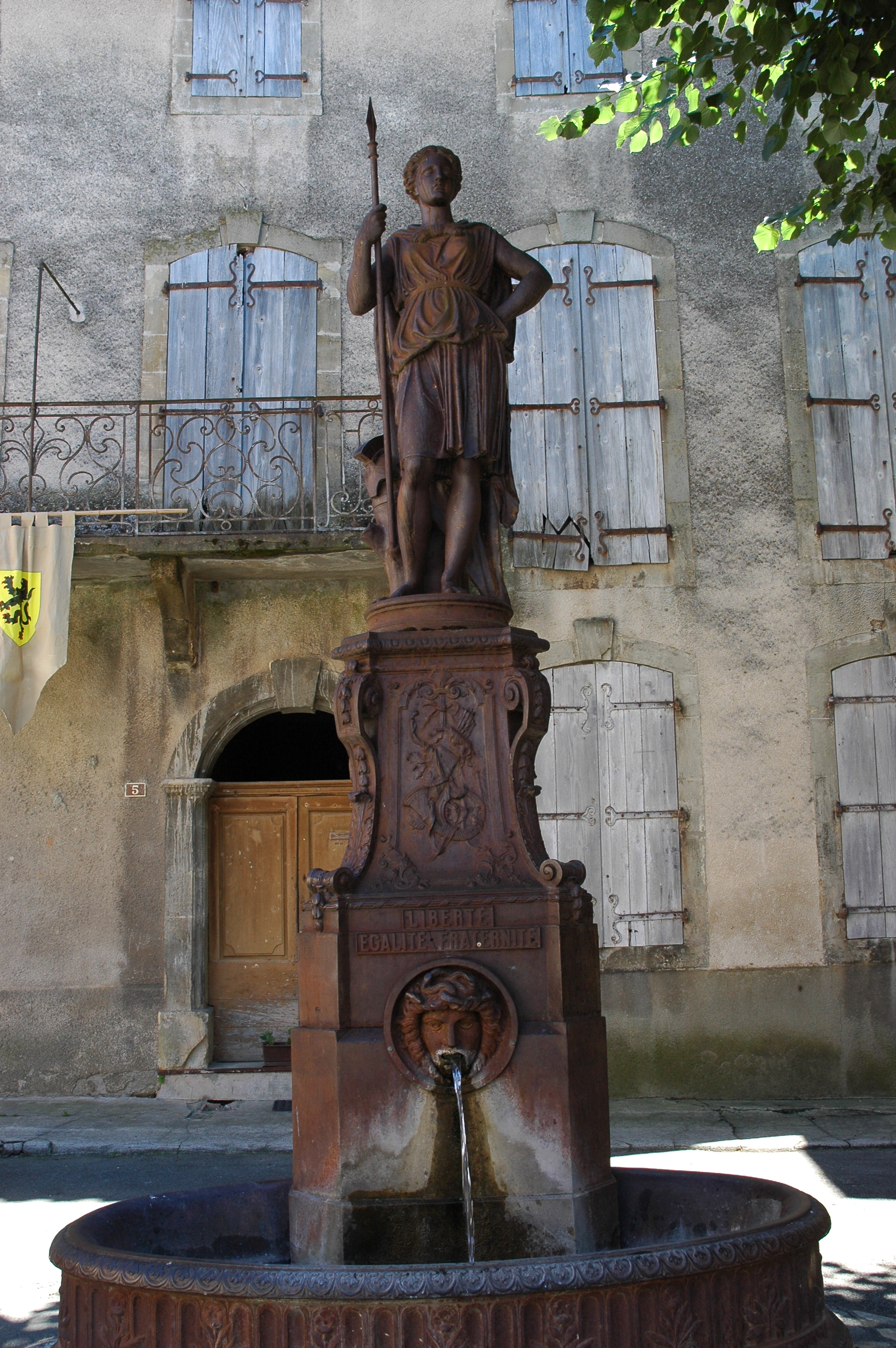
La République, fonte de fer, fonderie Ducel et fils, Alet-les-Bains.

Diverses communes de France possèdent soit en buste, soit en pied, des statues de La République qui ont été éditées en de nombreux exemplaires, et érigées dans les années 1900-1910, entre autres, dans l’Aude, pour le buste, la commune d'Esperaza, et pour la statue, celles d’Alet-les-Bains, Bages, Marcorignan, Ouveillan, etc.
Lequesne utilise aussi bien les matériaux classiques tels le marbre et le bronze que les techniques nouvelles de la fonte de fer (fonte d'art). C’est en effet dans cette matière que sont éditées les statues sur pied de La République fondues par Ducel et fils, et dont la fiche de l’inventaire général des affaires culturelles[réf. nécessaire], précise, pour celle de Marcorignan, qu’elle fut acquise par la commune en 1882 auprès de M. Plancard, « marchand de fonderies de fer et de cuivre » à Carcassonne.
À propos de la statue de L'Été, en fonte de fer, exposée au Salon de 1864, le sculpteur et critique Louis Auvray[réf. nécessaire] livre le commentaire suivant : « les critiques ont, selon nous, trop généralement le tort de juger toutes les sculptures au même point de vue, et de ne pas faire la part de la sculpture architectonique pour les ouvrages destinés à la décoration d’édifices avec le style desquels ils doivent s’harmoniser. C’est à ce genre de sculpture qu’appartient la statue de l’été, à laquelle M. Lequesne a su donner un style simple et monumental. »
Ainsi grâce à ces procédés techniques nouveaux, les modèles de Lequesne acquis par Ducel, puis repris par le Val d'Osne après 1878, sont nombreux et leur diffusion atteint jusqu’à l’Amérique latine : « Le printemps, l’été, l’automne, l’hiver, la justice, la concorde, la liberté, la fidélité sont à Recife, l’amour à la lyre à Rio. Et encore : saint Jean, saint Vincent de Paul avec enfant, saint tenant la croix, enfants torchères, sphinx, cheval (Santiago) »
Le Figaro du 7 juin 1887 informe ses lecteurs du décès de Lequesne dans les termes suivants : « On a célébré hier à Saint-Louis d'Antin, les obsèques de M. Le Quesne, le statuaire bien connu, membre de l'Institut. L'une de ses plus jolies œuvres, le Faune dansant, se trouve dans le jardin du Luxembourg. Sa Baigneuse et sa Lesbie, notamment, ont été l'objet de reproductions sans nombre. »

## Œuvres présentées au Salon
- 1851 :
  - Faune dansant, modèle en plâtre[9] ;
  - Portalis, buste en plâtre[9] ;
  - Siona Lévy, actrice, buste en plâtre[9].
- 1852 : Faune dansant, bronze[21] (Paris, jardin du Luxembourg).
- 1857 : Soldat mourant, marbre, d’après l’esquisse de James Pradier[22].
- 1863 : Griffon antique (Amiens, musée de Picardie)[23].
- 1864 :
  - L’Été, fonte de fer[24] ;
  - Portrait de M. Reinaud, orientaliste, membre de l’Institut, Académie des inscriptions et belles-lettres, buste en marbre[24].
- 1865 : Portrait de M. T., président de section au Conseil d’État, buste en marbre[24].
- 1866 : Portrait de M. le général Daumas, buste en plâtre[25].
- 1867 : Statue en bronze du Dr Laënnec (pour la Ville de Quimper)[26].
- 1868 :
  - Prêtresse de Bacchus, statue en plâtre[26] ;
  - Portrait de son excellence le vicomte de Païva, ministre plénipotentiaire du Portugal, buste en plâtre[26].
- 1869 : Portrait de Mlle S., buste en plâtre[24].
- 1870 :
  - Prêtresse de Bacchus, statue en marbre[26] ;
  - Camulogène, statue en plâtre[26].
- 1872 : Baigneuse, statue en plâtre[26].
- 1874 :
  - À quoi rêvent les jeunes filles, statue en plâtre[26] ;
  - Portrait de M. de Maupas, ancien ministre, buste en marbre[26],[note 5].
- 1876 : Gaulois au poteau, statue en plâtre[26].
- 1877 : Portrait de Mme ***, buste en plâtre[26].
- 1879 : Laënnec, buste en plâtre[26].
- 1880 : Portrait de M. le docteur Jules Guérin, buste en plâtre[26].
- 1883 :
  - Portrait de M. Lassalle, buste en plâtre[26] ;
  - Laënnec, buste en bronze, offert à la faculté de médecine par le professeur Potain[26].
- 1884[26] :
  - Portrait de Mlle Rosita Mauri, buste en plâtre[note 6] ;
  - Portrait de M. Mérante, buste en plâtre[note 7].
- 1885 :
  - La France au Tonkin, buste en plâtre ;
  - Jeune Romaine, tête d’étude, bronze.
- 1886 : Portrait de M. Léon Lechapelier, buste en plâtre[27].
- 1887 : Faune dansant, esquisse en bronze[26].

## Élèves
- Frédéric-Louis-Désiré Bogino (1831-1899).
- Ernest Rancoulet (1842-1918).
- Émile Soldi (1846-1906), prix de Rome en gravure de médailles en 1869.
- Paul Virieu (1828-1880).